# The Hole
The Hole (br O Buraco; pt O Buraco do Medo) é um filme britânico de 2001 dirigido por Nick Hamm, baseado no romance "After The Hole" de Guy Burt.
Trata-se de um thriller psicológico estrelado por Thora Birch, cuja atração principal de crédito e o altamente divulgado salário de sete digítos foi atribuído a sua aparição em American Beauty. O filme também conta com Keira Knightley, em seu primeiro papel importante em um filme.

## Sinopse
Para se aproximar de Mike, Liz aceita passar o fim de semana trancada num silo subterrâneo com um segundo casal. Tudo para fazer uma grande farra. Esquecidos no local, sem água nem alimentos, o quarteto vai viver momentos de puro pânico.

## Elenco
- Thora Birch ... Elizabeth 'Liz' Dunn
- Desmond Harrington ... Michael 'Mike' Steel
- Laurence Fox .. Geoffrey 'Geoff' Bingham
- Keira Knightley ... Frances 'Frankie' Almond Smith
- Daniel Brocklebank ... Martyn Taylor
- Embeth Davidtz ... Dr. Philippa Horwood
- Steven Waddington ... DCS Tom Howard
- Emma Griffiths Malin ... Daisy
- Jemma Powell ... Minnie
- Gemma Craven ... Sra. Dunn
- Anastasia Hille ... Patologista Forense Gillian
- Kelly Hunter ... DI Chapman